# Shanghai Oriental Sports Center
Het Shanghai Oriental Sports Center (Vereenvoudigd Chinees: 上海东方体育中心) is een sportarena in het district Pudong van Shanghai in de Volksrepubliek China.
Het centrum heeft een overdekte arena genaamd Indoor Stadium met 18.000 zitplaatsen, een overdekt zwembad met 5.000 zitplaatsen en een buitenzwembad met ook 5.000 zitplaatsen. Het Shanghai Oriental Sports Center ligt dicht bij de rechteroever van de Huangpu Jiang, naast het Expo Park van Expo 2010 in Shanghai's Pudong New Area. De totale investering bedroeg twee miljard yuan. Het centrum is gelegen in de buurt van het Oriental Sports Center station van de metro van Shanghai en wordt bediend door de lijnen 6, 8 en 11.
De belangrijkste locatie op het sportcomplex is het Indoor Stadium, gebruikt voor de thuiswedstrijden van de arenavoetbalclub Shanghai Skywalkers. Het heeft een capaciteit van 18.000 toeschouwers en het wordt gebruikt voor verschillende evenementen, zoals arenavoetbal, schaatsen, basketbal, mixed martial arts, kunstschaatsen, zwemmen en eSports.
De arena is ontworpen door het Duitse architectenbureau Gerkan, Marg & Partners (GMP). De faciliteit ligt op een kunstmatig meer dat verbinding maakt met de Huangpu Jiang. Het gebied van het sportcentrum is 34,75 hectare. Het Indoor Stadium heeft een vloeroppervlakte van 163.800 vierkante meter. Bij de bouw, tussen 2008 en 2011, gebruikten de arbeiders 3.000 ton staal.

## Evenementen
- Tijdens het Wereldkampioenschappen zwemsporten 2011 in juli 2011 gingen de onderdelen waterpolo, schoonspringen, synchroonzwemmen en zwemmen in het Oriental Sports Center door.
- In maart 2012 was het de locatie van de Wereldkampioenschappen shorttrack 2012.
- In juli 2014 werd de 2014 FINA Diving World Cup bestreden in het Sports Center.
- In maart 2015 werden er de Wereldkampioenschappen kunstschaatsen 2015 georganiseerd.
- Het Center is van 2011/2012 tot en met 2017/2018 de locatie van een van de manches van de Wereldbeker shorttrack, onder meer tijdens het Wereldbeker shorttrack 2015/2016.
- Het center was een van de acht basketarena's tijdens het Wereldkampioenschap basketbal mannen 2019.